# 紀元前397年
紀元前397年（きげんぜん397ねん）は、ローマ暦の年である。
当時は、「ルリウス、アルビヌス、メドゥリヌス、マルギネンシス、フィデナス、カピトリヌスが執政武官に就任した年」として知られていた（もしくは、それほど使われてはいないが、ローマ建国紀元357年）。紀年法として西暦（キリスト紀元）がヨーロッパで広く普及した中世時代初期以降、この年は紀元前397年と表記されるのが一般的となった。

## 他の紀年法
- 干支 : 甲申
- 日本
  - 皇紀264年
  - 孝昭天皇79年
- 中国
  - 周 - 安王5年
  - 秦 - 恵公3年
  - 晋 - 烈公19年
  - 楚 - 悼王5年
  - 斉 - 康公8年
  - 燕 - 簡公18年
  - 趙 - 武公3年
  - 魏 - 文侯49年
  - 韓 - 烈侯3年
- 朝鮮
  - 檀紀1937年
- ベトナム :
- 仏滅紀元 : 148年
- ユダヤ暦 :

## できごと

### ギリシア
- アケメネス朝ペルシア帝国のアルタクセルクセス2世に対抗していたイオニア人たちからの要請を受け、スパルタ王アゲシラオス2世が野心的な小アジア遠征に乗り出した。

### カルタゴ
- カルタゴは、モティア に代わる拠点としてリルバイウム（Lilybaeum、現在のマルサーラ）の町を建設した。
- ヒミルコ (Himilco) が、新手の軍勢を率いてカルタゴからシチリアへ渡って北部を占領し、シュラクサイの僭主ディオニュシオス1世 (Dionysius I of Syracuse) を守勢に追い込み、シュラクサイを包囲した。ところが、カルタゴの軍営では、（紀元前406年と同様に）再び疫病（腺ペスト）が発生した。シュラクサイは反攻に出て、ヒミルコの軍勢を完全に打ち破った。ヒミルコはからくもカルタゴへ逃げ出した。

### 中国
- 厳仲子が聶政に依頼して韓の宰相の侠累を殺害させた。

## 誕生
- ディオニュシオス2世 (Dionysius II of Syracuse) - シュラクサイの僭主、ディオニュシオス1世 (Dionysius I of Syracuse) の子（紀元前343年没）
- アンティパトロス - マケドニア王国の将軍（紀元前319年没）